# Oliver Stockwell
Pour les articles homonymes, voir Stockwell.
Oliver Stockwell, né le 7 juin 2002 à Welwyn Garden City, est un coureur cycliste britannique. Il est membre de l'équipe Bahrain-Victorious. 

## Biographie
Oliver Stockwell participe à ses premières courses cyclistes vers l'âge de dix ans. Sa première licence est prise dans un club de Welwyn Garden City. Chez les jeunes, il devient champion de Grande-Bretagne du critérium en 2016 et 2018. Il remporte également le titre de champion national sur route chez les juniors en 2019. Cette même année, il se fait remarquer au niveau international en terminant cinquième du Trophée des Flandres et de La Philippe Gilbert Juniors, ou encore huitième du Keizer der Juniores. 
En 2020, il prend la huitième place de la La Philippe Gilbert Juniors. Il réalise par ailleurs de bonnes résultats en cyclo-cross. Dans cette discipline, il finit deuxième du championnat de Grande-Bretagne et onzième du championnat du monde juniors en 2020. Il effectue ensuite ses débuts espoirs en 2021. Avec une sélection britannique, il participe au Tour de l'Avenir, où il se classe septième d'une étape. 
En 2022, il intègre la Cycling Team Friuli ASD, implantée sur le territoire italien. Désormais installé à Udine, il se distingue dans des courses continentales en terminant deuxième du Grand Prix Izola, ou encore huitième du Tour de la Vallée d'Aoste et dixième de l'Adriatica Ionica Race, grâce à ses aptitudes de grimpeur. Son année 2023 est en revanche ébranlée par une lourde chute à l'entraînement. Victime d'une fracture du fémur, il est astreint à une longue période de repos. Il parvient néanmoins à reprendre la compétition. 
Lors de la Ronde de l'Isard 2024, il finit deuxième de la dernière étape et cinquième du classement général. Grâce à ses performances, il passe professionnel en 2025 au sein de la formation World Tour Bahrain-Victorious. Son premier contrat s'étend sur deux saisons. 

## Palmarès sur route

### Par année
- 2016
  -  Champion de Grande-Bretagne du critérium U14
- 2018
  -  Champion de Grande-Bretagne du critérium U16
- 2019
  -  Champion de Grande-Bretagne sur route juniors
  - 1re étape du Sint-Martinusprijs Kontich (contre-la-montre par équipes)
- 2022
  - 1re étape du Tour du Frioul-Vénétie julienne (contre-la-montre par équipes)
  - 2e du Grand Prix Slovenian Istria

### Classements mondiaux
| Année                                 | 2022 | 2023 | 2024  |
| ------------------------------------- | ---- | ---- | ----- |
| Classement mondial                    | 813e | nc   | 2135e |
| UCI Europe Tour                       | 611e | nc   | 1410e |
|                                       |      |      |       |
| Légende : nc = non classéSource : UCI |      |      |       |

## Palmarès en cyclo-cross
- 2017-2018
  - 2e du championnat de Grande-Bretagne de cyclo-cross U17
- 2019-2020
  - 2e du championnat de Grande-Bretagne de cyclo-cross juniors